# Спат, Габриэль
Габриэль Спат (фр. Gabriel Spat, также SPAT, первоначальное имя Шлойме Патлажан; 12 июля 1890, Кишинёв, Бессарабская губерния — 4 мая 1967, Нью-Йорк) — французский и американский художник.

## Биография
Габриэль Спат (Патлажан) родился в Кишинёве, в многодетной семье торговца цементом Герша-Вольфа Дувидовича Патлажана (1859—1933) и его жены Малки Ихиловны Перлштейн (1862—?). Учился в городской рисовальной школе, но был вынужден оставить занятия после того, как его отец потерял зрение в результате еврейского погрома в октябре 1905 года. В 1910-е годы перебрался с братом во Францию, где продолжил обучение. В это время занимался главным образом миниатюрой и городскими зарисовками, рассчитанными на туристический рынок. Первоначально использовал собственное имя (S. Patlagean), в 1920-е годы взял псевдоним SPAT (Gabriel Spat, аббревиатура личного имени S. Patlagean), ставший в США его официальным именем. В 1923 году вышел его альбом карикатур и шаржей звёзд немого кино «Vedettes mondiales de l'écran».
С началом Второй мировой войны бежал на свободный от оккупации юг Франции, но вернулся в Париж спустя два года. В этот период занимался почти исключительно акварелью. Покинул Францию в 1943 году и в 1945 году прибыл в США, где женился и осел в Нью-Йорке. В следующем году крупная экспозиция его акварельных зарисовок Парижа прошла в нью-йоркской Carroll Carstairs Gallery.

## Семья
Братья — карикатурист Александр Патлажан и скульптор Нюма Патлажан.